# أندي غرين
أندي غرين (بالإنجليزية: Andy Green)‏ قائد جناح سلاح الجو الملكي البريطاني، (ولد في 30 يوليو 1962 )، وهو طيار، وحامل الرقم القياسي العالمي (1142 كم/ساعة) في قيادة السيارة، وأول شخص يكسر حاجز الصوت على الأرض.

## التعليم
تلقى غرين تعليمة في مدرسة سانت أولاف، ثم حصل على منحة دراسية من سلاح الجو الملكي البريطاني إلى كلية ووستر في أكسفورد، تخرج في عام 1983م  مع مرتبة الشرف الأولى في الرياضيات.

## الخبرات

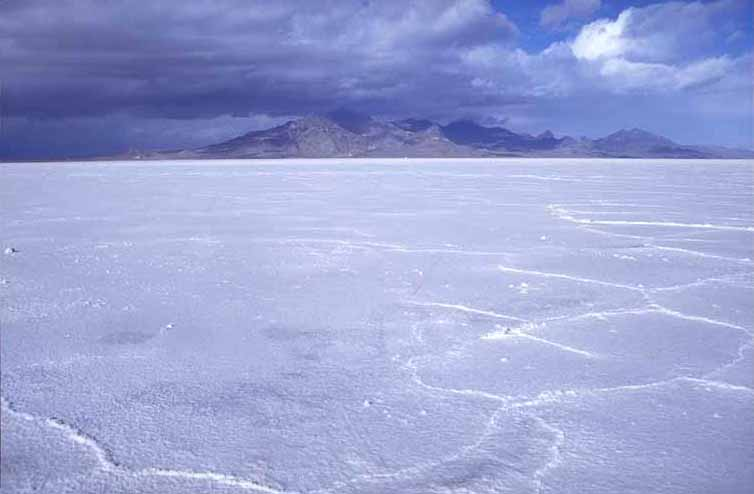

طيار مخضرم ومقاتل على «أف-4» فانتوم، وطائرات الترونادو «أف-3»، قائد عمليات سلاح الجو الملكي في كل من العراق وأفغانستان، وأصبح فيما بعد قائد جناح عمليات سلاح الجو الملكي البريطاني، قائد فريق سلاح الجو البريطاني SSC للتزحلق في كريستا  سيليرينا.
- يعمل الآن في وزارة الدفاع بالوايت هول، ويدعم أنشطة سلاح الجو الملكي التابع للقوات المسلحة البريطانية في جميع أنحاء العالم.[4]
- كما أنه «أسرع رجل على الأرض».[4]

## مرتبة الشرف والجوائز

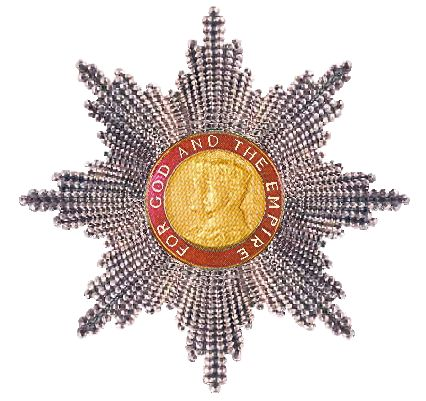
وسام الإمبراطورية البريطانية

- 1983 - حصل على مرتبة الشرف الأولى [5] من كلية ورسيستر في أكسفورد، في الرياضيات في عام 1983م.
- 1997
  - منح وسام الإمبراطورية البريطانية وهي رتبة فائقة الامتياز ضمن الإمبراطورية البريطانية.
  - حصل على كأس Segrave من قبل نادي السيارات الملكي.
- 2006 - حصل على كأس "جون كوب" من قبل نادي سائقي السباقات البريطانيين لفئة الشخصيات البارزة"
- 2008 - منح الشهادة الفخرية [6] من جامعة ستافوردشاير.

## رقم قياسي

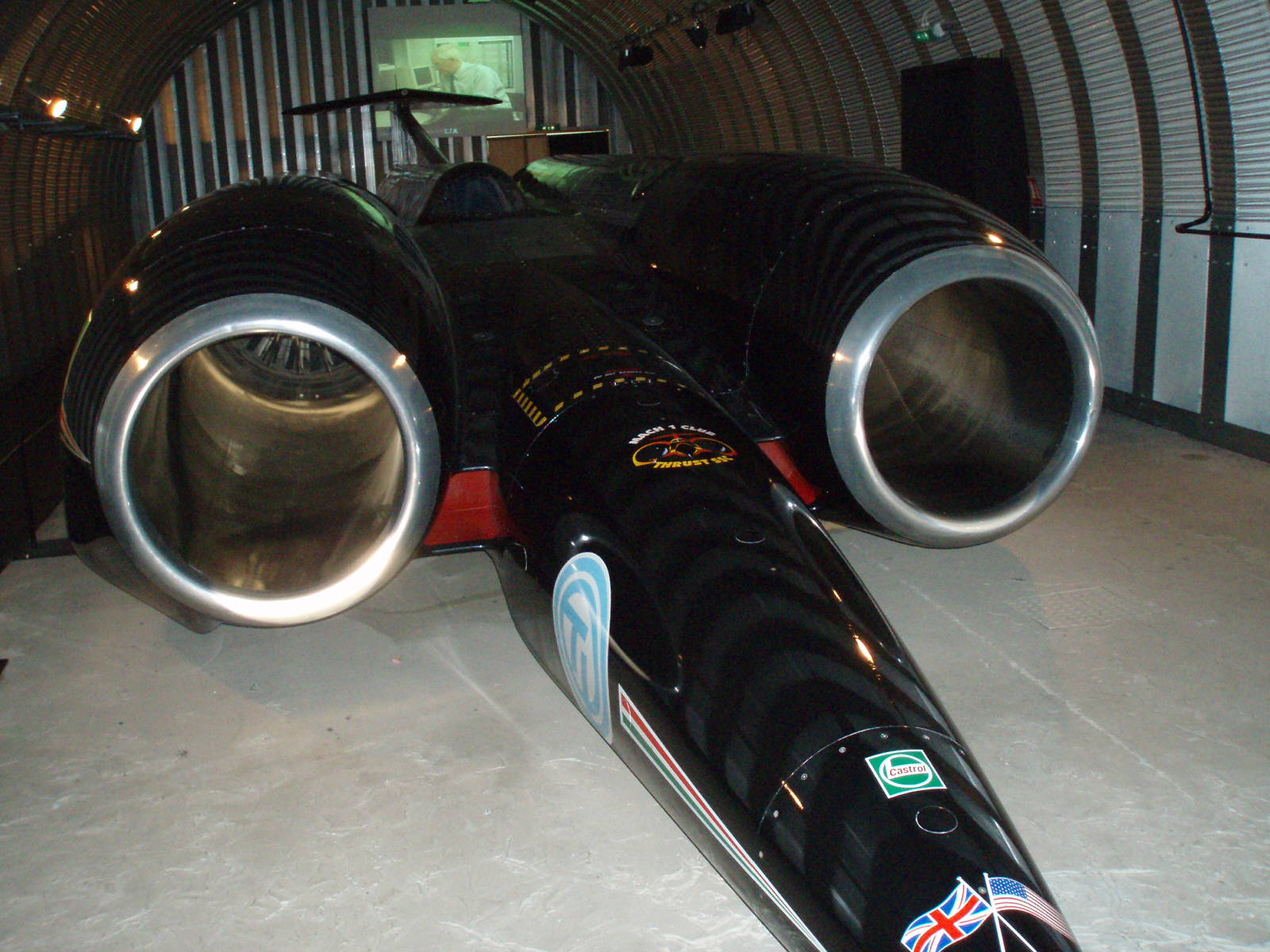
ThrustSSC يقودها سلاح الجو الملكي الطيار أندي، الحاصل على الرقم القياسي لسباق السرعات الأرضية

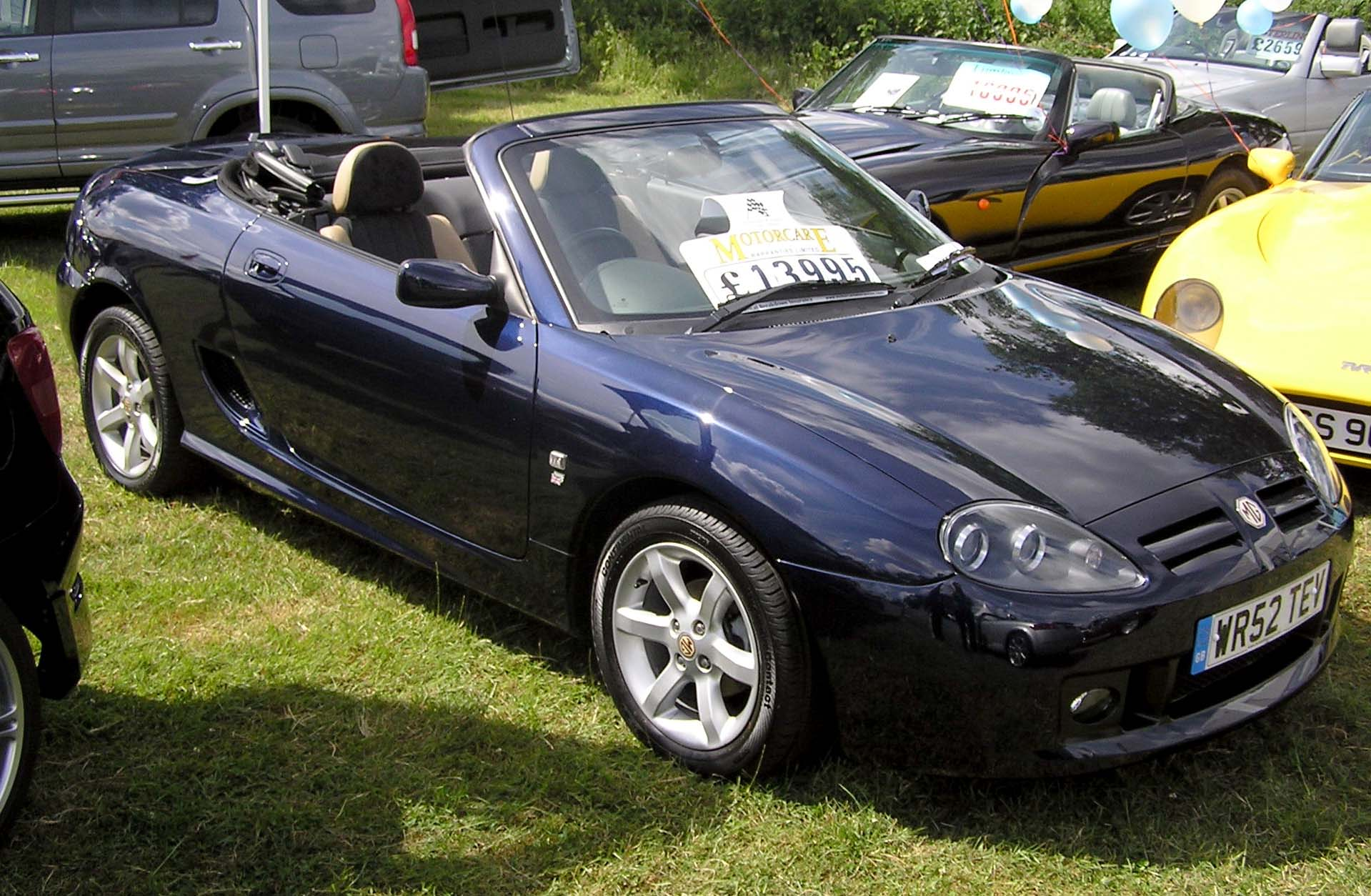

### حاجز الصوت
- 1997 - يسجل في «صحراء نيفادا» الأمريكية رقمًا قياسيًا في قيادة السيارة وهو 1142 كم/ساعة.
- كان أول شخص يكسر حاجز الصوت على الأرض، في صحراء بلاك روك، الولايات المتحدة الأمريكية، ليصل إلى سرعة 714.144 ميلا في الساعة (1149.30 كم / ساعة).

### أسرع من الصوت
- في 15 أكتوبر 1983م: بعد 50 سنة ويوم من كسر "تشاك يياغر" لحاجز الصوت في رحلة جوية [7]، وصل "اندي إلى سرعة 763.035 ميلا في الساعة (1227.99 كم / ساعة)، بسرعة صوت بلغت (ماخ 1.016).

### الديزل النفاث

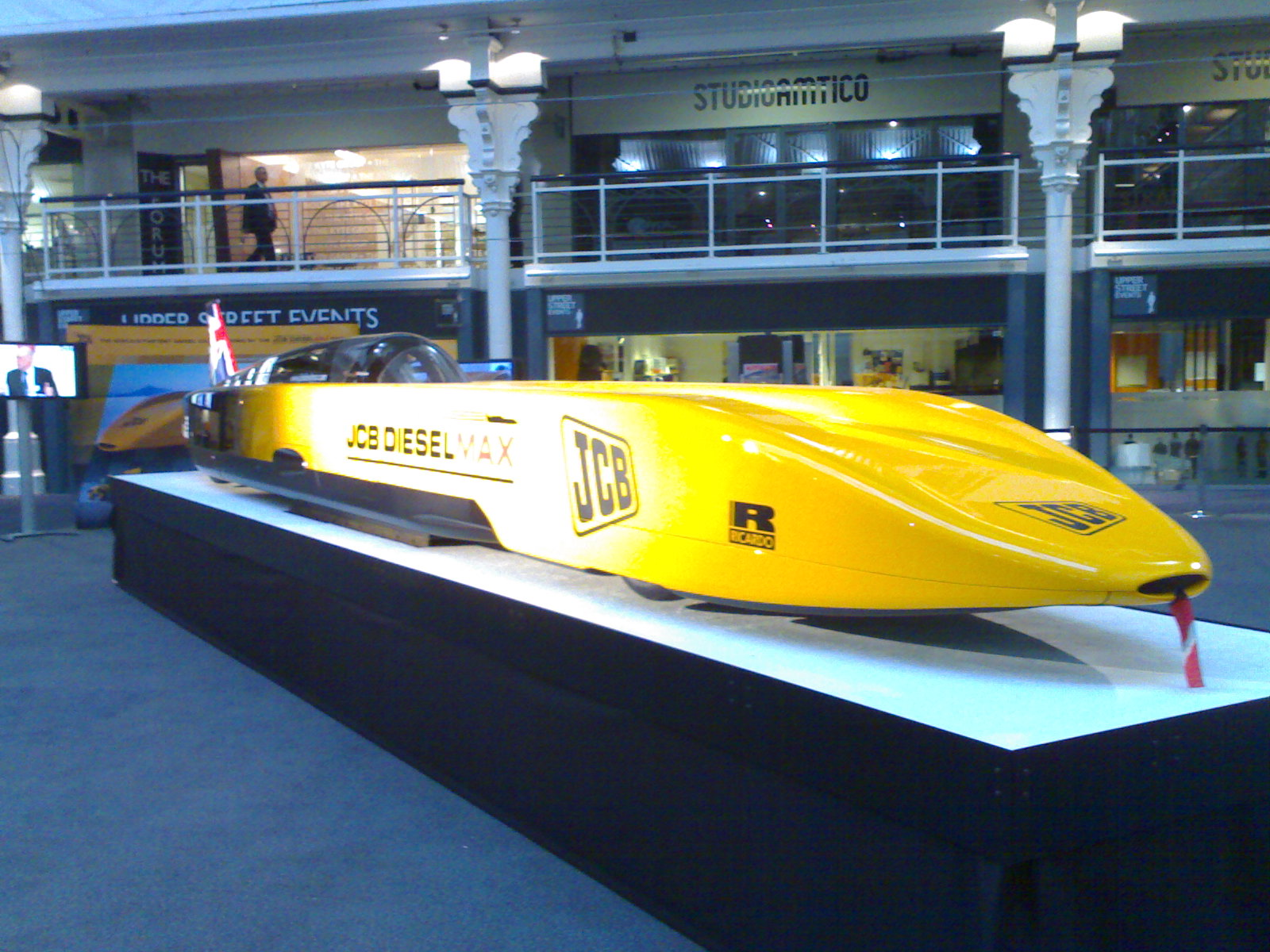

- في 23 أغسطس 2006م. كسر الرقم القياسي بقيادته سيارة بمحرك ديزل JCB Dieselmax، صاروخ محرك الديزل النفاث. مصممة لغرض كسر حاجز السرعات الأرضية.[8] بمتوسط سرعة 328.767 ميلا في الساعة (529 كم) في شوطين على أرض الجليد في بحيرة بونفيل سولت في مقاطعة تويلي في شمال غرب ولاية يوتا، الولايات المتحدة. بعد أربع وعشرين ساعة، وكسر أندي غرين الرقم القياسي، بعد أن حقق سرعة 350.092 ميلا في الساعة (563,418 كم / ساعة).

## انظر ايضًا
- حاجز الصوت
- سلاح الجو الملكي
- وسام الإمبراطورية البريطانية
- فانتوم
- آن ستيفنز (ضابط في سلاح الجو الملكي النسائي)